# Жаров, Валерий Аркадьевич
Валерий Аркадьевич Жаров — советский хозяйственный, государственный и политический деятель.

## Биография
Родился в 1934 году в Москве. Член КПСС.
С 1959 года — на хозяйственной, общественной и политической работе. В 1959—2010 гг. — секретарь Московского горкома ВЛКСМ, заместитель заведующего отделом организационно-партийной работы Московского горкома КПСС, второй, первый секретарь Тимирязевского райкома КПСС города Москвы, заведующий отделом торговли и бытового обслуживания МГК КПСС,  заместитель председателя Московского городского Совета народных депутатов, первый заместитель руководителя Департамента экономической политики и развития города Москвы. 
Делегат XXV, XXVI и XXVII съездов КПСС.
Живёт в Москве.